# I. e. 39
Évszázadok: i. e. 2. század – i. e. 1. század – 1. század
Évtizedek: i. e. 80-as évek – i. e. 70-es évek – i. e. 60-as évek – i. e. 50-es évek – i. e. 40-es évek – i. e. 30-as évek – i. e. 20-as évek – i. e. 10-es évek – i. e. 1-es évek – 1-es évek – 10-es évek
Évek:  i. e. 44 – i. e. 43 – i. e. 42 – i. e. 41 –  i. e. 40 – i. e. 39 – i. e. 38 – i. e. 37 – i. e. 36 – i. e. 35 – i. e. 34

## Események

### Róma
- Caius Calvisius Sabinust és Lucius Marcius Censorinust választják consulnak. AZ év vége előtt mindketten lemondanak és helyüket Caius Cocceius Balbus és Publius Alfenus Varus veszi át.
- Octavianus és Antonius a misenei szerződésben kiegyezik a Szicíliát hatalmában tartó és a gabonaszállítmányok útját elálló Sextus Pompeiussal. Elismerik Pompeius eddigi uralmát, megkapja a Peloponnészoszt és megígérik neki a consuli tisztséget is; cserébe továbbengedi a Rómába tartó gabonaszállítmányokat.
- Antonius Publius Ventidius Bassus vezetésével 11 légiót küld Kis-Ázsiába a pártusok betörése ellen. Ventidius a Kilikiai-kapunál és az Amanus-hágónál legyőzi a pártusokat, elfogja és kivégezteti azok áruló római vezérét, Quintus Labienust. A pártusok visszahúzódnak az Eufráteszen túlra, Ventidius pedig ellenállás nélkül visszafoglalja Syriát.
- Az előző évi consul, Caius Asinius Pollio büntetőhadjáratot indít a Brutust támogató illír parthini törzs ellen és legyőzésük után diadalmenetet tart.

## Születések
- Julia Caesaris, Octavianus és Scribonia leánya.
- Antonia Maior, Marcus Antonius és Octavia leánya.

## Halálozások
- Quintus Labienus, római hadvezér

## Fordítás
- Ez a szócikk részben vagy egészben  a(z)   39 av. J.-C. című francia Wikipédia-szócikk ezen változatának fordításán alapul.  Az eredeti cikk szerkesztőit annak laptörténete sorolja fel. Ez a jelzés csupán a megfogalmazás eredetét és a szerzői jogokat jelzi, nem szolgál a cikkben szereplő információk forrásmegjelöléseként.